# Precision Approach Path Indicator
Precision Approach Path Indicator, forkortet PAPI, er engelsk for "Præcis indflyvningsvejs-indikator": Det er et system af specielle to-farvede lamper der bruges ved landingsbaner i lufthavne til at hjælpe piloter der skal lande, med at følge den ideelle nedstigningsvinkel på det sidste stykke af landingen. 

## Sådan virker PAPI
En landingsbane kan være udstyret med PAPI i den ene eller begge ender: Nær banens tærskel (baneende) findes 4 eller 2 (APAPI - Abbreviated PAPI) specielle lamper lige ved siden af banen side om side langs en linje vinkelret ud fra banekanten. Lamperne sender rødt og hvidt lys ud mod de fly der kommer ind til landing, afhængigt af hvilken vertikal vinkel man ser dem fra: Fra et landende fly der ligger over en vis vinkel ses 4 (hhv. 2) hvide lys, mens man fra et punkt under samme vinkel ser fra 1 til 4 (hhv. 1 til 2) røde lys. - Optimal indflyvningsvinkel er 2 hvide og 2 røde (hhv. 1 af hver)
Lampernes lysvinkel er justeret således, at lysene skifter et efter et fra hvidt til rødt jo lavere indflyvningsvinkelen bliver. "Four red = Pilot is dead"